# Geometria delle trasformazioni

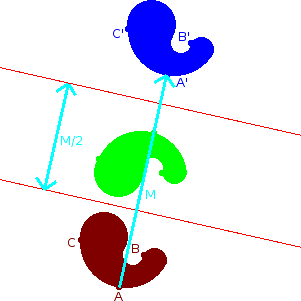
Una riflessione rispetto a un asse seguita da una riflessione rispetto a un secondo asse parallelo al primo produce un moto totale che è una traslazione.

Una riflessione rispetto a un asse seguita da una riflessione rispetto a un secondo asse non parallelo al primo produce un moto totale che è una rotazione intorno al punto di intersezione degli assi.

In matematica, la geometria delle trasformazioni (o geometria trasformazionale) è un approccio matematico e pedagogico allo studio della geometria che si focalizza sui gruppi di trasformazioni geometriche e sulle proprietà delle figure che sono invarianti rispetto a tali gruppi. Si contrappone all'approccio classico della geometria euclidea, basato sulla geometria sintetica, che si incentra sulle costruzioni geometriche.
Ad esempio, nell'ambito della geometria delle trasformazioni, le proprietà di un triangolo isoscele si deducono dal fatto che viene mappato su sé stesso da una trasformazione speculare intorno a una certa linea. Questo contrasta con le dimostrazioni classiche mediante i criteri di congruenza dei triangoli.
Il primo sforzo sistematico per usare le trasformazioni come fondamento della geometria fu fatto da Felix Klein nel XIX secolo, che enunciò il cosiddetto programma di Erlangen. Per quasi un secolo questo approccio rimase confinato ai circoli della ricerca matematica. Nel XX secolo furono fatti sforzi per sfruttarlo ai fini della didattica della matematica. Andrei Kolmogorov incluse questo approccio (unitamente alla teoria degli insiemi) come parte di una proposta per la riforma dell'insegnamento della geometria in Russia. Questi tentativi culminarono negli anni 1960 con la riforma generale dell'insegnamento della matematica conosciuto come movimento della matematica moderna.

## Insegnamento della geometria delle trasformazioni
Un'esplorazione della geometria delle trasformazioni spesso comincia con uno studio della simmetria delle riflessioni come si trovano nella vita quotidiana. La prima trasformazione reale è la riflessione in una linea o riflessione rispetto a un asse. La composizione delle due riflessioni dà luogo a una rotazione quando le linee si intersecano, o ad una traslazione quando sono parallele. Pertanto attraverso le trasformazioni gli studenti imparano l'isometria piana euclidea. Per esempio, si consideri la riflessione in una linea verticale inclinata a 45° rispetto all'orizzontale. Si può osservare che una composizione produce un quarto di giro in senso antiorario  (90°), mentre la composizione inversa produce un quarto di giro in senso orario. Tali risultati mostrano come nella geometria delle trasformazioni vi siano processi non commutativi.
Un'applicazione divertente della riflessione in una linea avviene in una dimostrazione del triangolo con un settimo dell'area che si trova in qualsiasi triangolo.
Un'altra trasformazione presentata ai giovani studenti è la dilatazione. Tuttavia, la trasformazione della riflessione in un cerchio sembra inappropriata per i gradi inferiori. Pertanto ,la geometria inversiva, uno studio più ampio della geometria delle trasformazioni delle scuole elementari, di solito è riservata agli studenti universitari.
Gli esperimenti con gruppi di simmetria concreti aprono la strada allo studio astratto della teoria dei gruppi. Altre attività concrete usano calcoli con numeri complessi, numeri ipercomplessi, o matrici, per esprimere la geometria delle trasformazioni. Queste lezioni di geometria delle trasformazioni presentano una visione alternativa che contrasta con la geometria sintetica classica. Quando gli studenti poi incontrano la geometria analitica, le idee di rotazioni e riflessioni coordinate vengono facilmente assimilate. Tutti questi concetti preparano all'algebra lineare dove  viene ampliato il concetto di riflessione.
Gli educatori hanno mostrato interesse a tali approcci e descritto progetti ed esperienze con la geometria delle trasformazioni per i bambini dall'asilo alla scuola superiore. Nel caso dei bambini di età molto giovane, per evitare di introdurre una nuova terminologia e per fare collegamenti con l'esperienza quotidian degli studenti con oggetti concreti, talvolta fu raccomandato di usare parole che fossero loro familiari, come "capriole" per le riflessioni lineari, "scivolamenti" per le traslazioni e "giri" per le rotazioni, sebbene queste non siano un linguaggio matematico preciso. In alcune proposte, gli studenti iniziano esercitandosi con oggetti concreti prima di eseguire le trasformazioni astratte attraverso la mappatura di ogni punto della figura.
Nell'ambito di un progetto di riorganizzazione dell'insegnamento della geometria in Russia, Kolmogorov suggerì di presentare la materia dal punto di vista delle trasformazioni, così i corsi di geometria furono strutturati in base alla teoria degli insiemi. Questo condusse all'apparizione nelle scuole del termine "congruenti", per le figure che prima erano chiamate "uguali": poiché una figura era vista come un insieme di punti, poteva essere uguale solo a sé stessa, e due triangoli che potevano essere sovrapposti mediante isometrie erano detti congruenti.